# Denemarken op het Eurovisiesongfestival 1978
Denemarken werd op het Eurovisiesongfestival 1978 vertegenwoordigd door de band Mabel, met het lied Boom Boom.

## Finale
De Dansk Melodi Grand Prix werd gehouden in het Tivoli in Kopenhagen, het werd gepresenteerd door Jørgen Mylius. Zes artiesten deden mee, de zeven regionale jury's kozen het lied.
| Startplaats | Artiest                 | Song                         | Punten | Plaats |
| ----------- | ----------------------- | ---------------------------- | ------ | ------ |
| 1           | Olsen Brothers          | "San Francisco"              | 37     | 2      |
| 2           | Flair                   | "Du var superstar"           | 29     | 3      |
| 3           | Daimi & Birds of Beauty | "Tornerose"                  | 9      | 6      |
| 4           | Grethe Ingmann          | "Eventyr"                    | 23     | 5      |
| 5           | Mabel                   | "Boom Boom"                  | 46     | 1      |
| 6           | Ulla Neumann            | "Hvem, hvad og hvorfor ikke" | 24     | 4      |

## In Parijs
Denemarken moest tijdens het festival aantreden als 16de, na Griekenland en voor Luxemburg. Op het einde van de puntentelling bleek dat Mabel op een 16de plaats was geëindigd met 13 punten.
België gaf geen punten, terwijl Nederland er 1 punt voor over had.

### Gekregen punten

#### Finale
| 12 punten | 10 punten | 8 punten | 7 punten     | 6 punten    |
| --------- | --------- | -------- | ------------ | ----------- |
|           |           |          |              | - Frankrijk |
| 5 punten  | 4 punten  | 3 punten | 2 punten     | 1 punt      |
|           | - Israël  |          | - Oostenrijk | - Nederland |

### Punten gegeven door Denemarken

#### Finale
Punten gegeven in de finale:
| 12 punten | Spanje      |
| 10 punten | Monaco      |
| 8 punten  | Frankrijk   |
| 7 punten  | Luxemburg   |
| 6 punten  | Israël      |
| 5 punten  | Nederland   |
| 4 punten  | Griekenland |
| 3 punten  | Zwitserland |
| 2 punten  | Oostenrijk  |
| 1 punt    | Duitsland   |

1957 · 1958 · 1959 · 1960 · 1961 · 1962 · 1963 · 1964 · 1965 · 1966 · 1967-1977 · 1978 · 1979 · 1980 · 1981 · 1982 · 1983 · 1984 · 1985 · 1986 · 1987 · 1988 · 1989 · 1990 · 1991 · 1992 · 1993 · 1994 · 1995 · 1996 · 1997 · 1998 · 1999 · 2000 · 2001 · 2002 · 2003 · 2004 · 2005 · 2006 · 2007 · 2008 · 2009 · 2010 · 2011 · 2012 · 2013 · 2014 · 2015 · 2016 · 2017 · 2018 · 2019 · 2020 · 2021 · 2022 · 2023 · 2024 · 2025